# Concours Aïssat-Rabah
Le Concours Aïssat-Rabah (en kabyle : ⵜⵉⵎⵣⵉⵣⵍⵜ ⵄⵉⵙⴰⵜ ⵔⴰⴱⴰⵃ, Timzizelt Ɛisat Rabaḥ) est un concours et cérémonie de remise de prix pour les lauréats de village le plus propre de la wilaya de Tizi Ouzou, organisé chaque année depuis l'année 2013 par l'Assemblée populaire de wilaya de Tizi-Ouzou (APW de Tizi-Ouzou). Créée par Aïssat Rabah en 2006 dans le but d'améliorer et préserver le patrimoine kabyle et berbère.

## Histoire
Le concours du village le plus propre de la wilaya de Tizi Ouzou a été proposé par Rabah Aissat en 2006, puis réalisé officiellement dans sa première édition, en 2013.
Aïssat Rabah était le président de l'APW de Tizi Ouzou (Président de l'Assemblée populaire de la Wilaya de Tizi Ouzou). Il a été assassiné en 2006.

## Liste des villages élus
Les villages élus comme village propre depuis la 1re édition en 2013.
NB: les deux premières éditions de concours comptent seulement 4 places, puis 6 places dans la 3e et 4e édition. La 5e édition avec 8 places. À partir de la 6e édition, le concours compte officiellement 10 places complètes. En 2023 le système de classement revient à sept places a partir de la 10e édition. 
- Zoubga, Illilten (2013)[2],[3]

2e - Ath Khelifa (Abi Youcef)

3e - Ath Zellal (Maklaa)

4e - Thakhlidjt (At bu Youcef)

- Iguersafène, Idjeur (2014)[4]

2e - Tizi Oumalou (At Bu Youcef)

3e - Souama (At Bu Youcef)

4e - Ath Ouabane (Akbil)
- Timizar, At Djennad (2015)[5]

2e - Tazrout (Abi Youcef)

3e - Ourdja (At But Youcef)

4e - Tazrout (Bouzeguène)

5e - Tigzirt (Beni Yenni)

6e - Tabouda (Zekri)
- At Voumasoud, Imsouhal (2016)[6]

2e - Aourir Ouzemour (Akbil)

3e - Bouaoune (Idjeur)

4e - Ait Adelah (At bu Youcef)

5e - Boudjlil (Irjen)

6e - Ait Izid (Souk El-Tenin)

- Tiferdoud, At Bu Yusef (2017)[7]

2e - Talvent (Zekri)

3e - Ibekarene (Bouzguène)

4e - Mhaga (Idjeur)

5e - Laghrous (Mekla)

6e - Houra (Bouzguène)

7e - Izaouien (Souk El Tenie)

8e - Tighilt Mhand (Souk El Tenine)

- Azemmour Oumaryem, Tirmitine (2018)[8]

2e - Aït Saïd (Bouzeguène)

3e - Chebaba (Bounouh)

4e - Megdoul (Tirmitine)

5e - Tissegouine (Boudjima)

6e - Aït Amar (Aït Bouaddou)

7e - Ichelibene (Abi Youcef)

8e - Bouyeghzer (Frikat)

9e - Tamkedbout (Aït Bouaddou)

10e - Aït Aïssa Ouyahia (Illilten)

- Village Sahel, Bouzguene (2019)[9]

2e - Icherqiyen (Maâtkas)

3e - Izarouden (Maatkas)

4e - Avaran (Tirmitine)

5e - Thakharajit (Ath Bouadou)

6e - Ath Aissa Ouyahia (Ililtene)

7e - Ath Amar (Ath Bouadou)

8e - Tafraout (Ath Yahia)

9e - Bouyaghzar (Frikat)

10e - Azra (Tigzirt)
- Azra, Tigzirt (2020)[10]

2e - Ath Amar (Ait Bouaddou)

3e - Bouyeghzer (Frikat)

4e - Ath Aissa Ouyahia (Illilten)

5e - Tafraout (Ath Yahia)

6e - Afenssou (Larbaâ Nath Irathen)

7e - At Bouadda (Iɛeẓẓugen)

8e - Ifenayene (Ath Oumalou)

9e - Ichelibene (Ath Vououcef)

10e - Ath Mimoune (Ath Agouacha)
- Note: L'édition de 2021 annulée pour des raisons sanitaires (Covid-19)

- Ighil-Takdhibine, Maâtkas (2022)[11]

2e - Ath Mimoun (Ath Aggouacha)

3e - Ath Lahcene (Ath Yenni)

4e - Takhlijt Ath Atsou (Iferhounene)

5e - Affensou (Larbaâ Nath Irathen)

6e - Agouni Bouragh (Ath Oumalou)

7e - Ath Maâmar (Ain Zaouia)

8e - Ath Aziz (Illoula Umallou)

9e - Ifnaiene (Ath Umalu)

10e - Ighil Ivussellamen (Draâ El Mizan)
- Tizouyine, Bouzeguene (2023)[12]

2e - Agouni Bouragh (Ait Oumalou)

3e - Arvi (Iflissen)

4e - Ihasnaouene (Mechtras)

5e - Bouhamdoun (Maâtkas)

6e - Tirourda (Iferhounen)

7e - Ighil Ivouslamene (Draâ El Mizan)
- Ihesnaouene, Mechtras (2024)[13]

2e - Ath Aziz (Illoula Oumalou)

3e - Lemsella (Illoula) Oumalou

4e - Bouhamdoune (Maatkas)

5e - Ath Maamar (Ain Zaouia)

6e - Tirourda (Iferhounene)

7e - Iguer Amrane (Ath Zikki)